# Busto do Rei Carlos I
O Busto do Rei Carlos I foi um retrato escultural produzido pelo artista italiano Gian Lorenzo Bernini. A obra foi encomendada pelo próprio rei Carlos I da Inglaterra. Todavia, Bernini não viajou à Londres para realizar o trabalho. Em vez disso, utilizou como modelo uma pintura, confeccionada especialmente para ele pelo artista flamengo Antoon van Dyck, que retratava o rei a partir de três posições diferentes. Embora não conhecesse Carlos I pessoalmente, o busto de Bernini foi considerado um sucesso na época e o rei inglês o recompensou com jóias no valor de aproximadamente quatro mil escudos romanos (mais de 60 vezes o salário anual de um trabalhador em Roma). Haviam também planos para que Bernini confeccionasse um busto da esposa de Carles, Henriqueta Maria. Porém, com o advento da guerra civil inglesa, essa ideia foi abandonada.
A escultura de Bernini se perdeu. É provável que tenha sido destruída no incêndio do Palácio de Whitehall, em 1698. Entretanto, foram produzidas vários cópias da obra em diferentes formatos (como gravuras e esculturas em bronze). Durante parte dos séculos XIX e XX, acreditava-se que Bernini também tinha confeccionado um busto de Oliver Cromwell, oponente que derrotou Carlos I na guerra civil inglesa. Porém, essa possibilidade foi descartada em 1922.